# Chiesa di San Vito (Roccalumera)
La Chiesa di San Vito è un luogo di culto cattolico situato in Contrada Contrisa del Comune di Roccalumera, collocata nell'omonimo borgo ormai disabitato, a monte della frazione di Sciglio.

## Storia

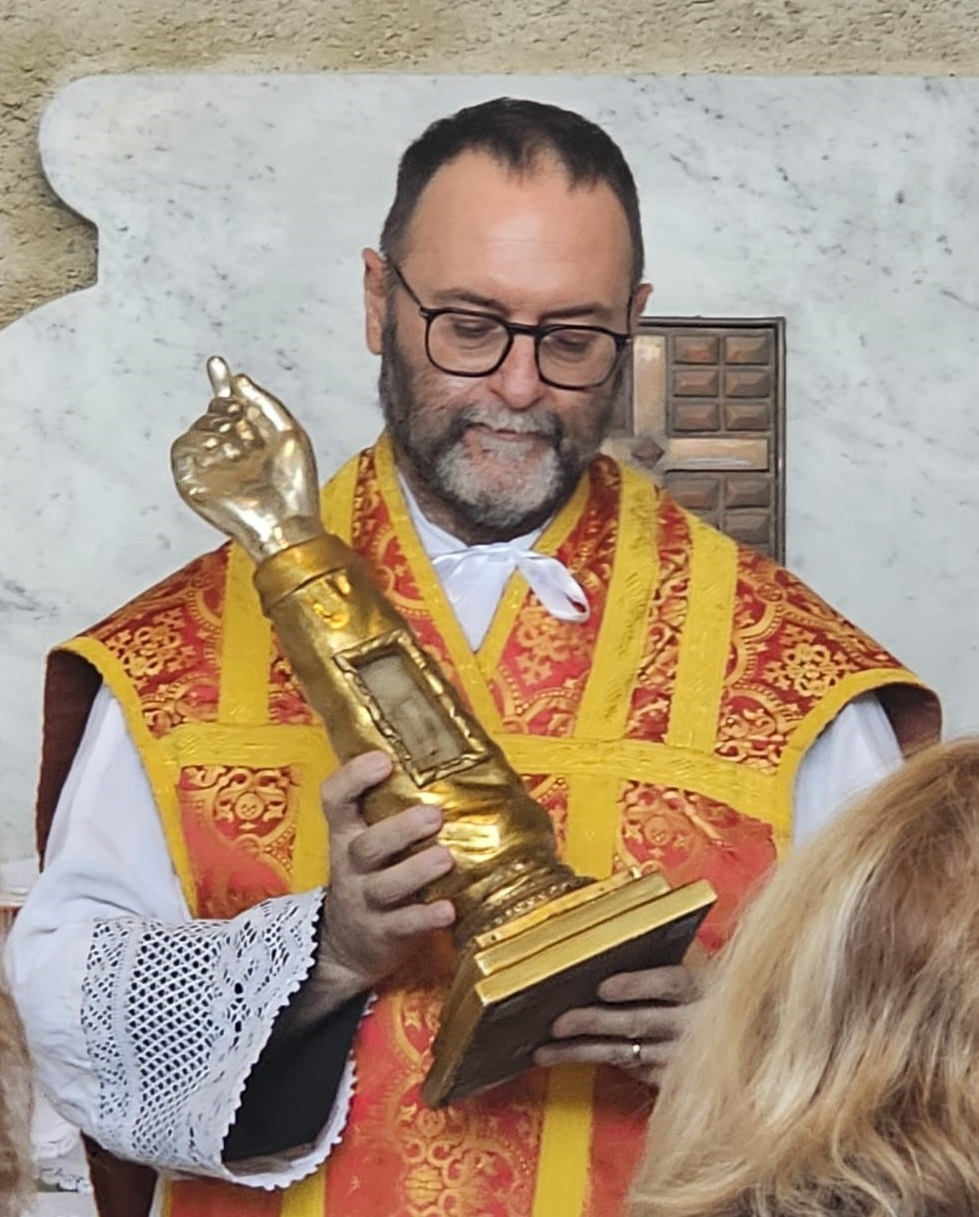
Reliquia

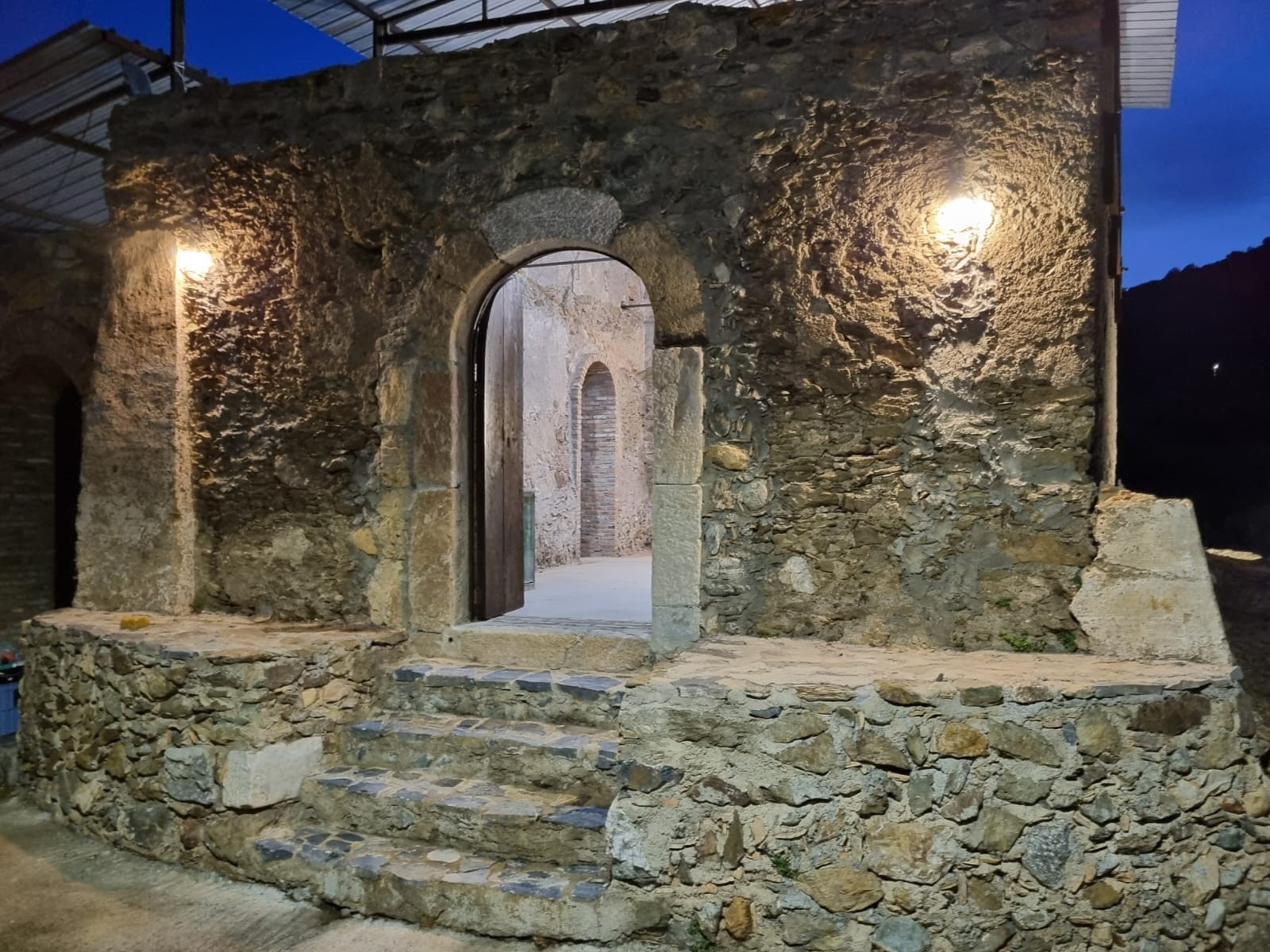
Sagrato

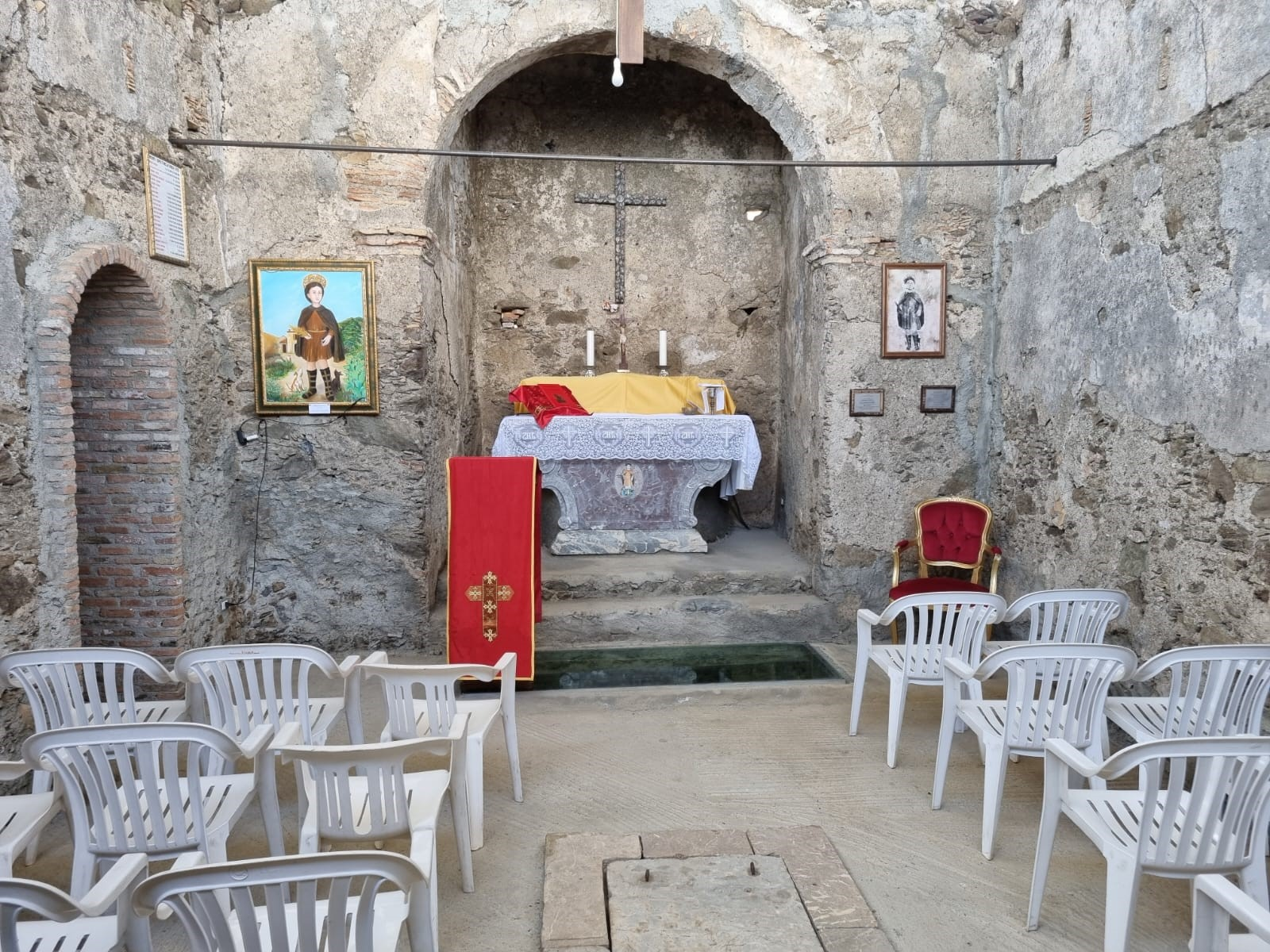
Altare

### Origini
Costruita all'interno di un complesso di edifici che andavano a comporre un borgo rurale, si ritiene venne eretta a cavallo tra Cinquecento e Seicento per volontà degli abitanti devoti al culto di San Vito, da cui il borgo prenderà la denominazione.

### XVII secolo
Nel 1623, compare in un atto pubblico redatto dal notaio Miceli Mamuni, il riferimento ad un certo Giovanni Spadaro il quale pagava un obolo di due onze alla "ecclesia di Santo Vito della terra della Lumera". 
Nel 1683 nei registri dell'Arcipretura del Santissimo Rosario di Allume, da cui la chiesetta dipende per giurisdizione spirituale, viene annotata la sepoltura di tale Pietro Spadaro presso l'Ecclesia Sancti Viti.
Durante questo secolo la piccola chiesa fu insignita del titolo di Venerabile.

### XVIII secolo
Il 6 ottobre 1716 viene celebrato il primo matrimonio ufficiale tra gli sposi Giovanni di Citto e Domenica Campagna.

### XIX secolo
Il 30 gennaio 1816 viene presentato il documento dei riveli delle proprietà appartenenti alla Chiesa, in cui si menzionano le rendite dovute al Principe d'Alcontres.
Del 1869 le ultime notizie documentali che riportate nell'atto di battesimo di tale Concetta Cacciola. Dopo questo atto, nei registri ufficiali, non compaiono più notizie sulla Chiesetta.

### XX secolo
Ad inizio del XX secolo la Chiesa versava in condizioni di precaria stabilità, probabilmente dovute al fatto che a cavallo tra l'Ottocento ed il Novecento fu abbandonata.
Nel 1902 infatti ricompaiono notizie ufficiali relative alle temporalità (una vetrina con piedistallo di San Vito, un busso di corno con la piangia d’argento rappresentante San Vito ed Un braccio di legno addorato e reliquia dentro del Santo Martire Vito), che un tempo erano custodite all'interno della Chiesa nell'antico borgo e che ora vengono catalogate presso la Chiesa Santissimo Rosario di Allume.

### XXI secolo
Negli anni 2010 viene istituito un comitato, ad opera dei devoti al santo e degli ex emigrati rientrati nella contrada di Contrisa, che si propone di ristrutturare Chiesetta, ripristinando l'antico arco di ingresso, mettendo in sicurezza le mura originarie ed installando una copertura provvisoria in lamierato per proteggere l'aula, il presbiterio e la sagrestia, ripulite dalle sterpaglie cresciute nel tempo.
Nel 2019, dopo 104 anni dall'ultima manifestazione, il comitato ripristina i festeggiamenti in onore di San Vito.

## Feste religiose
- 15 giugno, nel fine settimana concomitante con la ricorrenza di San Vito, si tiene la processione[3] con la traslazione del simulacro, custodito presso la Chiesa Santissimo Rosario di Allume, che per l'occasione viene custodita all'interno della Chiesa di San Vito[4].

## Iniziative culturali
Dal 2003 viene inserita nel censimento de I luoghi del cuore del FAI, raggiungendo la posizione più alta in classifica nel 2022 con 3 voti.

## Galleria d'immagini

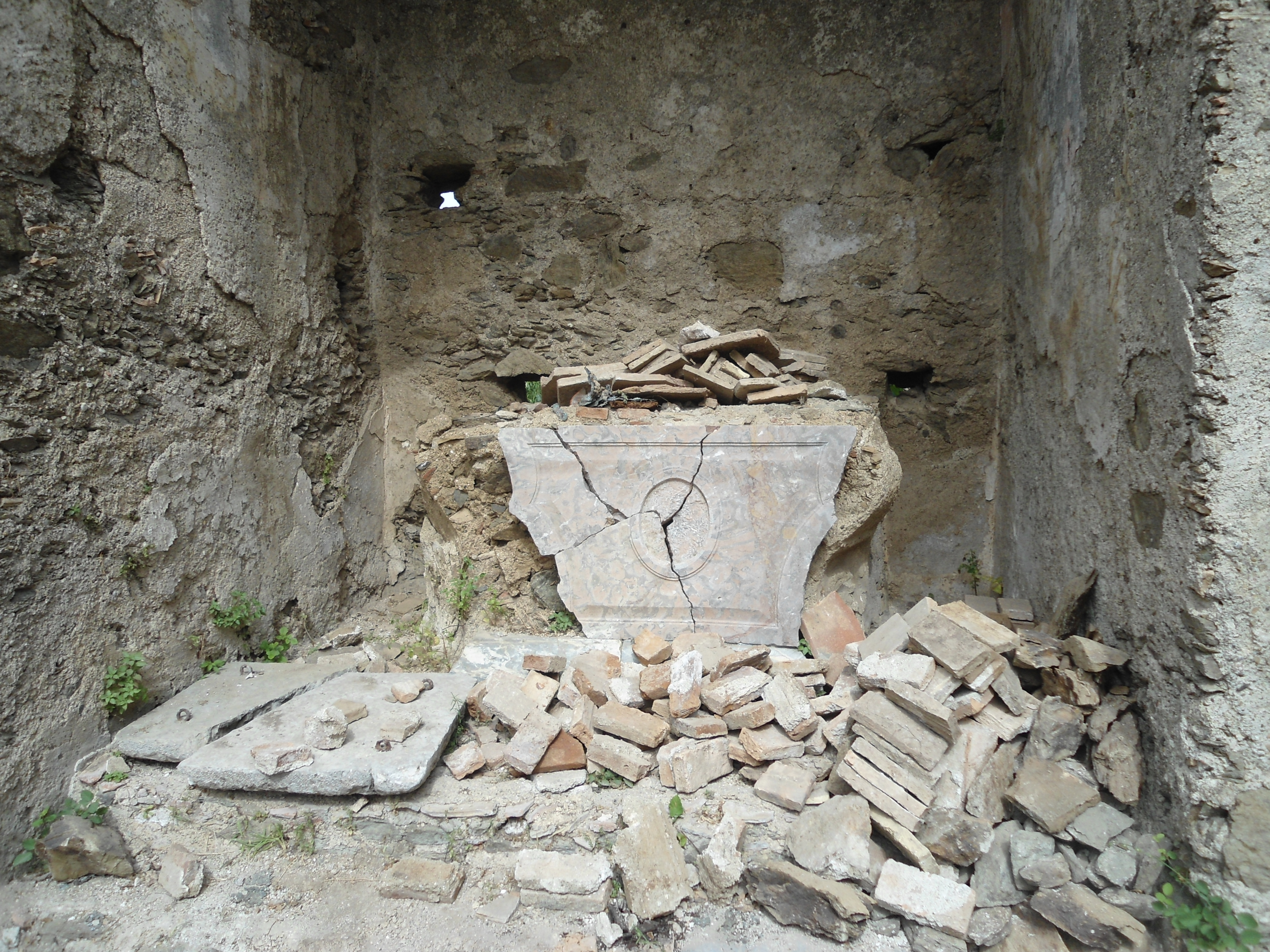
Particolare dell'altare prima dell'opera di restauro da parte del comitato
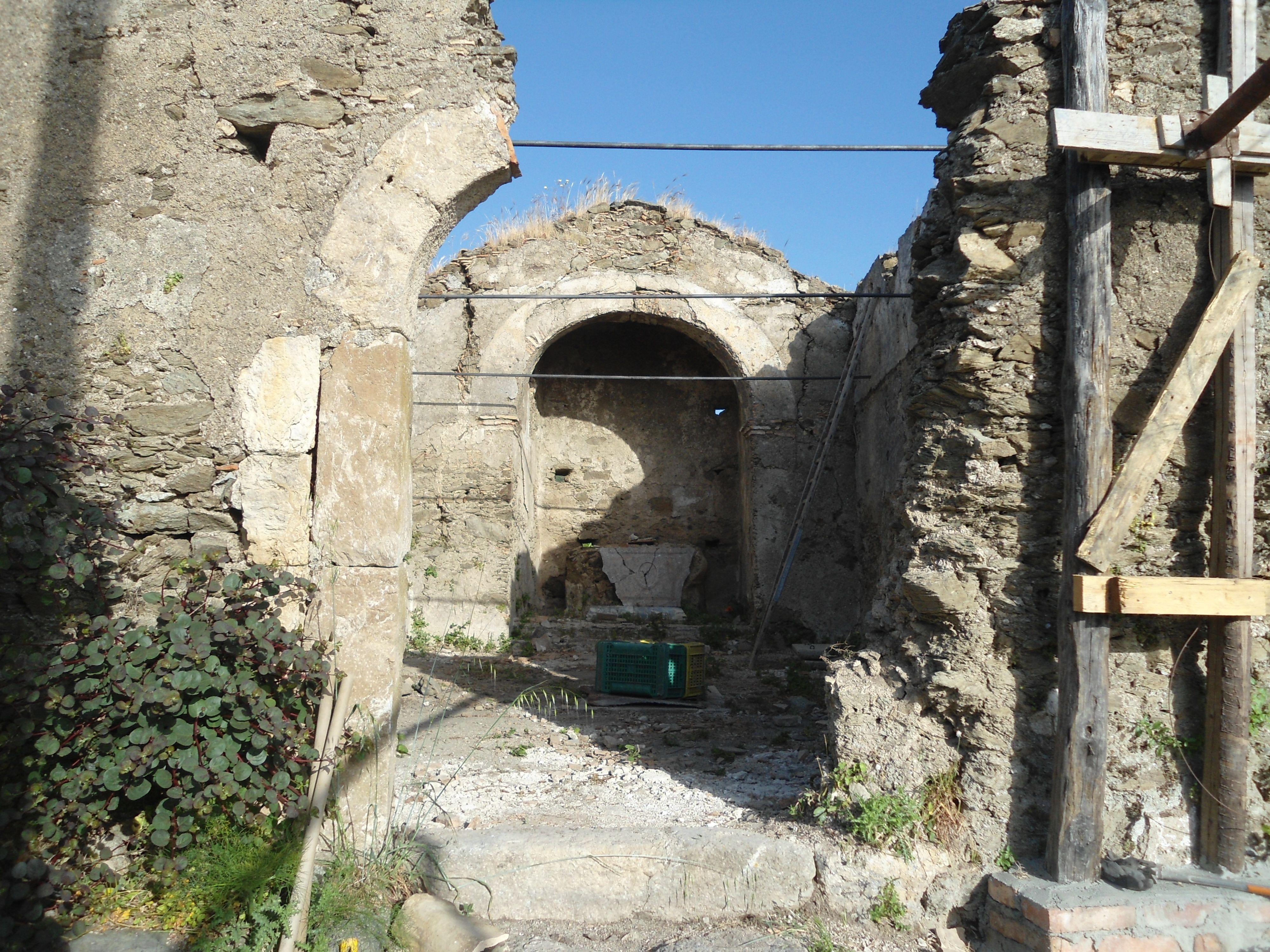
Particolare dell'ingresso prima del restauro
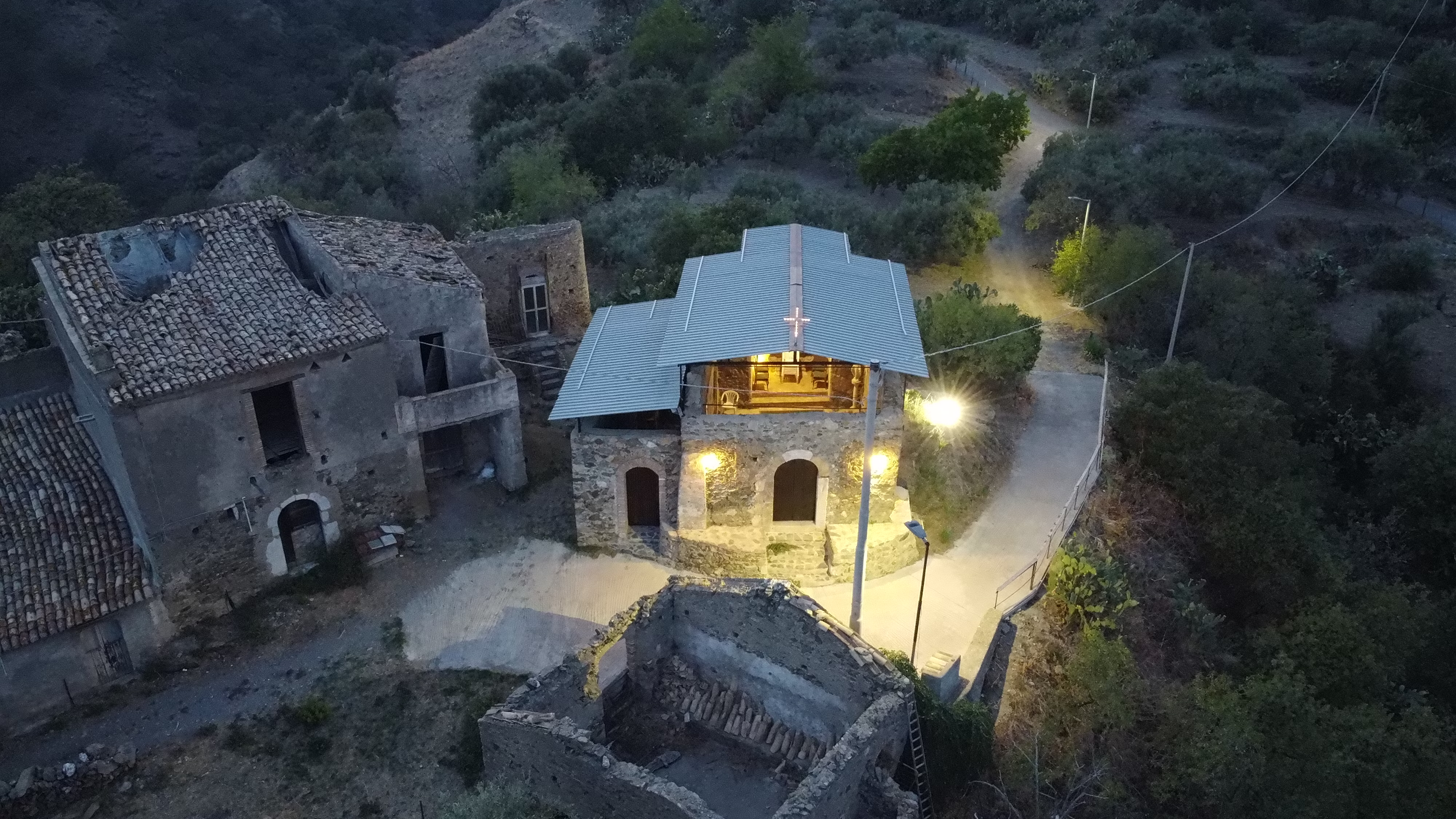
Veduta aerea della Chiesetta
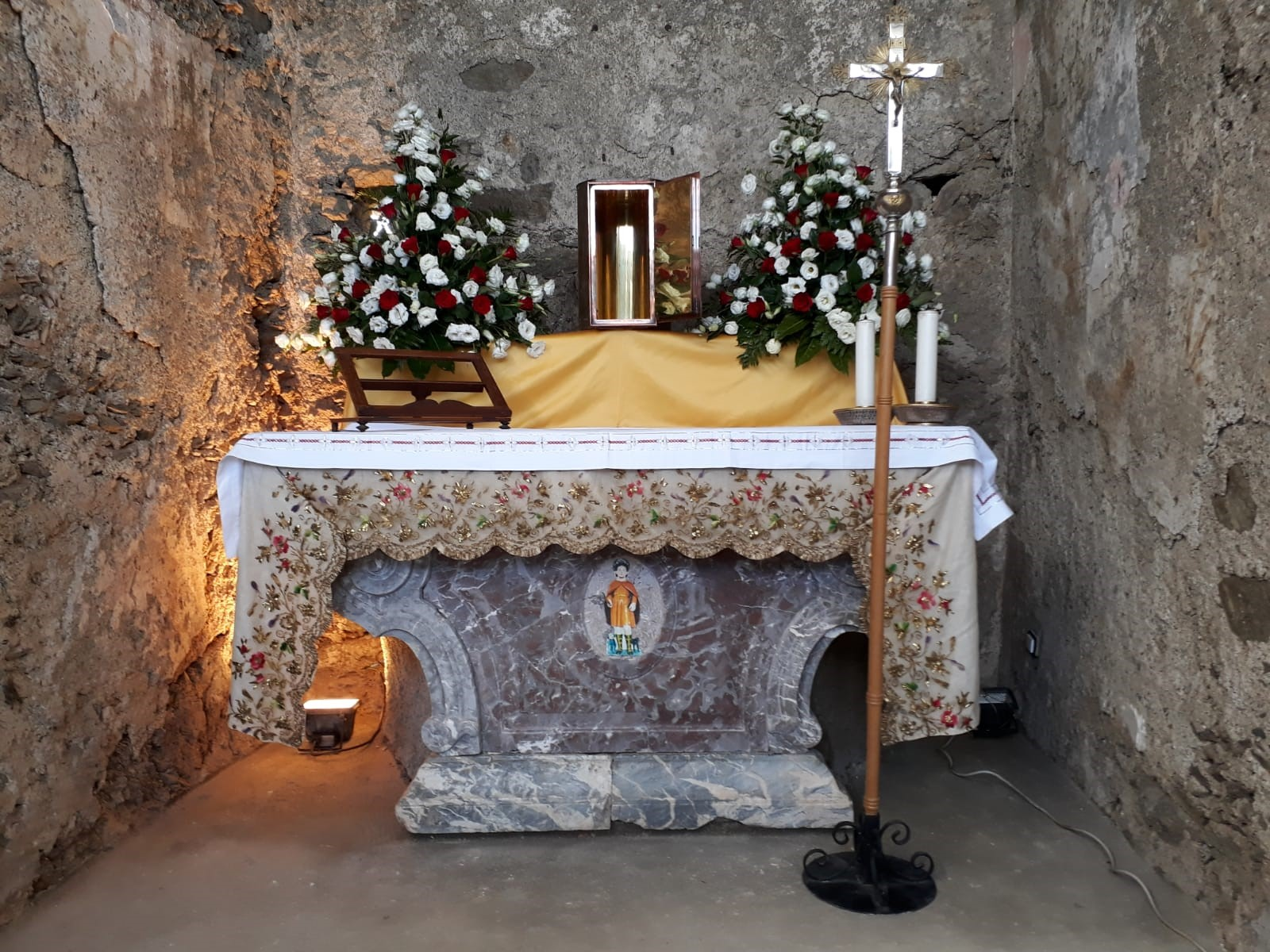
particolare dell'altare dopo il restauro
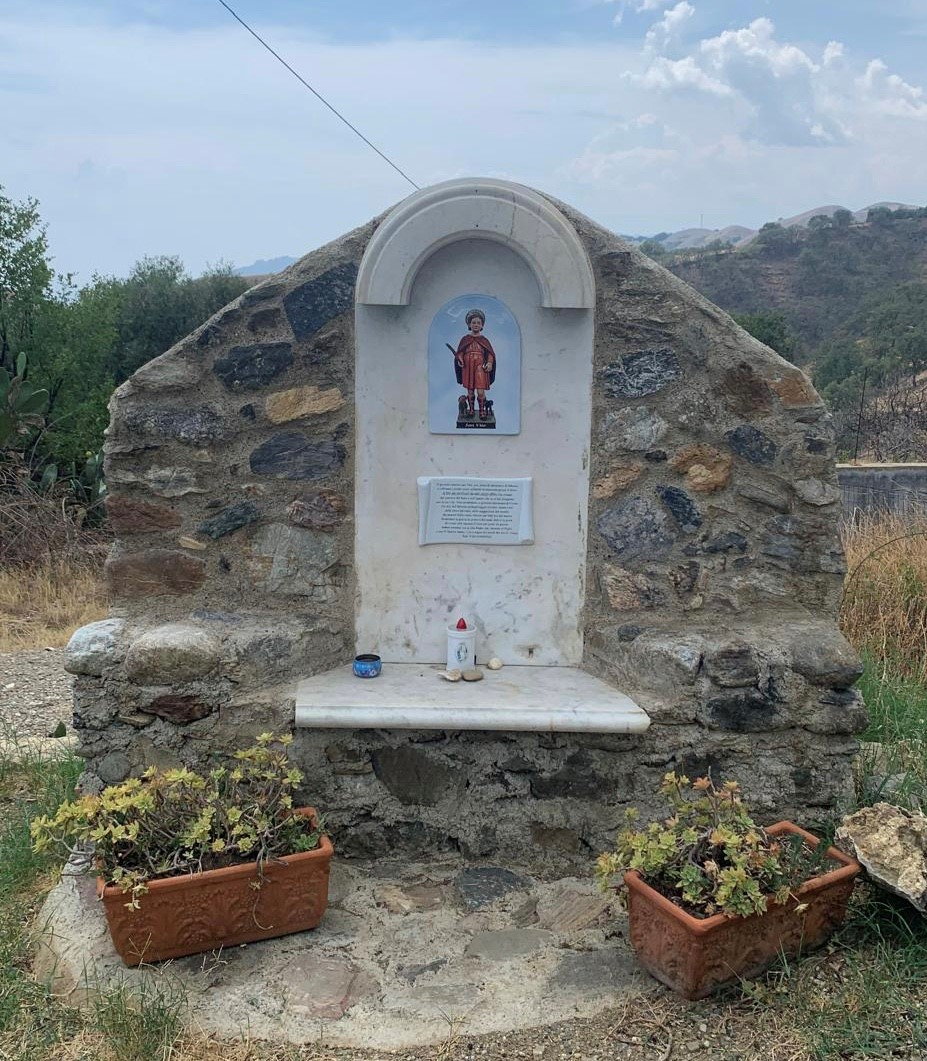
Cappelletta votiva intitolata a San Vito Martire, situata sulla strada comunale Contrisa che porta alla Chiesetta a lui dedicata